# Повстання Пушкаря та Барабаша
Повста́ння Пушкаря́ і Бараба́ша — збройний виступ під час якого одну зі сторін позмінно підтримувала Москва у 1657–1658 роках в Гетьманщині проти влади Івана Виговського. Повстання очолили полтавський полковник Мартин Пушкар і кошовий отаман Яків Барабаш. Закінчився перемогою Виговського і початком громадянських воєн в Україні.

## Вступ
Після смерті Хмельницького соціально-політична ситуація і боротьба козацької старшини за владу в Гетьманщині різко загострилися. Епіцентром цієї боротьби, що набула форми громадянської війни, протягом 1657—1658 років стала Полтавщина, а головними фігурантами — одні із найближчих сподвижників покійного гетьмана: Мартин Пушкар та Іван Виговський. За свідченнями істориків до жовтня 1657-го року вони не мали ворожих стосунків. Проте після Корсунської ради їх відносини різко зіпсувались.

### Питання наступництва
По собі гетьман ставив свого сина Юрія, за, принаймні натяк на незгоду того, за життя скарав кількох старшин, а Виговського, за мову про отримання тим гетьманства, велів:
Після того, як Хмельницький відійшов, за традицією, головним дорадчим органом на обранні наступника була рада чотирьох найдосвідченіших полковників. На думку Володимира Кривошеї, її на той час складали Іван Богун, Филон Джалалій, Мартин Пушкар та Антін Жданович. Проте двоє з них — Жданович та Богун, перебуваючи за Хмельницького в гетьманській опалі, були фактично на боці Виговського, котрий вибачив їм смертний вирок покійного гетьмана. До того ж Виговський наперед, користуючись владою генерального писаря, протягом хвороби Богдана встиг вплинути на перегрупування визначних кадрів в бік шляхти та небойових канцеляристів. Зрештою, на Чигиринській та наступній, Корсунській раді, він був обраний наступником Хмельницького. Склалася конфліктна ситуація трьох сторін: «монархістів» — поборників виконання волі Хмельницького та передання з часом булави Юрію, прибічників волевиявлення старшинської більшості, та запорожців, котрих узагалі полишили поза процесом.

### Січ
Збурювачем, який провістив початок міжусобиць, стала доти усунута в тінь Запорозька Січ. По смерті Богдана запорозьке низове товариство, до якого відпливав найрадикальніший елемент, вперше відкрито заявило про незгоду зі змінами в житті України. Для збройної громади рівних були органічно неприйнятними жорсткі форми державної влади, зосередженої в руках старшини-дуків.
Запорожжя до повстання Богдана Хмельницького було тісно пов'язане з козацтвом та являло собою один з осередків, з котрого виходили політичні почини. За Хмельницького воно втратило політичне значення. В Січі стояли лише невеликі залоги козаків під проводом кошового отамана, котрого призначав гетьман. Сюди сходилися опозиційні елементи, незадоволені політикою гетьманів. Хмельницький ще міг тримати порядок на Запорожжі, але після його смерті, почалася боротьба за булаву. В жовтні 1657-го гетьманом України був обраний покозачений шляхтич — «неприродний запорозький козак» — Іван Виговський, запрошувати на раду представників Запорожжя не зважили за потрібне.
Зі свого боку нове керівництво Січі, очолюване кошовим Яковом Барабашем, військовими суддями Савичем і Корсунцем, вважало Виговського «гетьманом городовим» і висунуло йому звинувачення:
- риболовлю у річках віддав у оренди,
- заборонив винокуріння на продаж без гетьманського дозволу,
- риболовлю і винокуріння на продаж обклав податками,
- зі скарбу військового не виділяв коштів на військо.

На загал конфлікт мав насамперед соціальне підґрунтя:
Запорожці вимагали проведення нової козацької ради в урочищі Соляниця під Лубнами, а найкраще — на Січі.
Запорожжя бунтувало, і Виговський наприкінці жовтня 1657 р. збирався вести проти нього військо. У Кременчуці городові козаки затримали одного із запорозьких ватажків Якушу Клишенка і відіслали до гетьмана, а посланця до Виговського Дмитра «Січену Щоку» гетьман наказав закувати і кинути до в'язниці. У відповідь на подібні дії Кіш вислав до Москви чотирьох посланців на чолі з Стриджею.
Низ заблокували, не підвозячи туди харчі й боєприпаси. На цьому конфлікт, можливо, з часом і був би вичерпаний та врегульований, якби надалі Виговський зі своїми урядовцями не розсварився з кількома козацьками полками Полтавщини.

### Лівобережжя

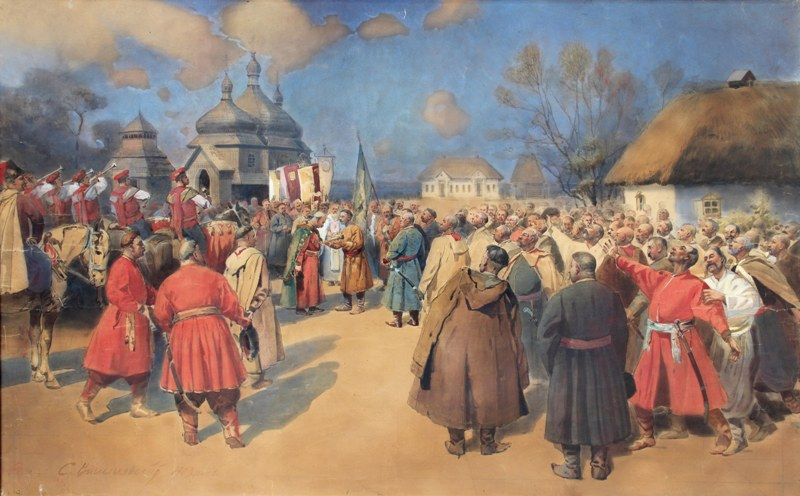
«Обрання полковником Мартина Пушкаря» С.Васильківський.

Головним чинником невдоволення була політика нового гетьмана орієнтована на відновлення привілеїв та керівної ролі шляхти у суспільстві — зокрема магнат Юрій Немирич загарбав собі частину полкової землі Кобеляцької сотні та почав збирати з населення непомірні податки та побори, а намісник Виговського на Полтавщині Тиміш Прокопович конфіскував маєтності у частини козаків та міщан і чинив над ними розправи. Останньою краплею став інцидент страти Виговським ряду старшин та визначних козаків у Гадячі. Місцевим козакам було заборонено ходити за здобиччю на Крим, а на території Полтавського полку задля блокади торгівлі з Запорожжям були виставлені залоги з інших козацьких полків. На думку Тетяни Таїрової-Яковлевої, напруга на теренах південного Лівобережжя також була посилена, зокрема, через масове покозачення селян і міщан, котрі після припинення активних воєнних дій опинилися у непевному становищі: залишати військову службу, яка їх годувала, і повертатися на становище посполитих покозачені бажання не мали.

## Предтеча
Згідно думки певної частини українських істориків, новообраний гетьман, спираючись на шляхту, намагався продовжувати політику свого попередника, спрямовану на досягнення повної державної незалежності, і зосередився на пошуках противаги всезростальним впливам Москви у Гетьманщині та досягненні рівноправних відносин з Річчю Посполитою. Намагаючись зміцнити гетьманську владу, Виговський орієнтувався у своїй внутрішній політиці виключно на заможну козацьку старшину, українську шляхту та духовенство, не зважаючи за необхідне брати до уваги решту населення, чим викликав невдоволення серед рядових козаків, міщан та селянства.
Кошовий Барабаш, через послів, звернувся до Москви, зі скаргами на Виговського. В цей час запорожці ще вказують на Пушкаря як на особу принаймні лояльну до Виговського:

| Дяки сказали, що цар бажає, аби його піддані були між собою в згоді ... Виговського вибрано на двох радах раз у Суботові, другий раз в Корсуні, були там усі полковники (значить треба його слухати). На це посли сказали: «Не всі полковники і військо вибирали Виговського, а тільки ті що з ним у згоді - перший Лісницький, далі іркліївський (Джалалій) та Пушкар і ніженський полковник (Золотаренко).»[9] |
Але цар, Олексій Михайлович, на те не зважив, вказуючи їм, що мають підкоритися владі Виговського та «жити с гетманом в совете и любви и послушании».

## Повстання Пушкаря та Барабаша

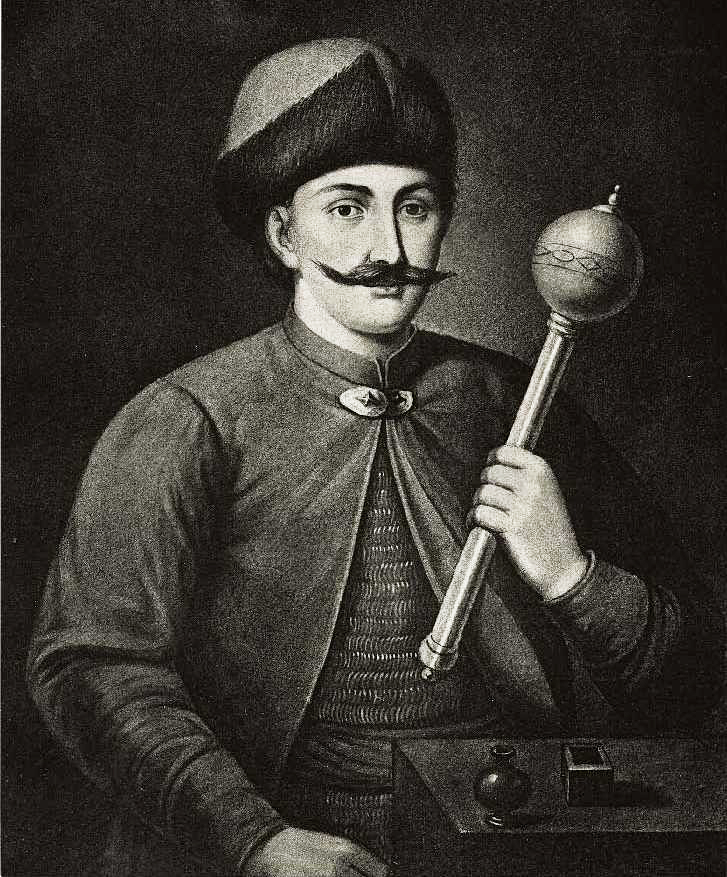
Іван Виговський

Пушкар залучив на свій бік дейнеків, що значно посилило чисельність його загонів. Місцеві міщани також були невдоволені появою «нового панства» з числа козацької старшини та руської православної шляхти, тож охоче приставали до повстанців. Приєдналося і близько 600 запорожців на чолі з Барабашем.
Однією з головних військових сил І. Виговського під час придушення виступу опозиційних сил став Ніжинський полк на чолі з Григорієм Гуляницьким, він же очолював «сіверський корпус» — Чернігівський, Ніжинський та Прилуцький полки. Окрім того у Миргороді на той час полкував прибічник гетьманського уряду Г. Лісницький. У листопаді 1657 року за наказом гетьмана Ніжинський і Прилуцький полки перекрили шляхи сполучення Полтавщини із Запоріжжям, встановивши тим самим економічну блокаду краю. Цей крок викликав велике невдоволення на Полтавщині, оскільки завдавав значних матеріальних збитків краю, для яких Запорожжя було традиційним ринком збуту сільськогосподарської продукції. Невдоволення діями Виговського ще більше посилилося коли Юрій Немирич оголосив про повернення своїх колишніх маєтностей: Кобеляк, Кишеньок, Переволочної, Біликів, Нових Санжар та інших. Сам факт, призначення магнатом власною волею урядників у колишніх своїх володіннях та вимоги поборів («звірини на свято прислати» та «во всяком городе дворы» для себе збудувати) означало реставрацію старих пропольських кріпацьких порядків. Такі ж наміри виявляв і намісник Гадяцької волості — рангового володіння гетьмана — Тиміш Прокопович.
У січні 1658 року гетьман прибув до Гадяча, де скарав на смерть декількох старшин місцевого полку. Водночас Виговський послав намісника Прокоповича до Пушкаря з пропозицією про замирення за умови визнання ним верховної влади гетьмана. Проте М.Пушкар не прийняв пропозиції. Величко так зописує цей момент у літописі :

| Прибувши з Константинова в Гадяче, Виговський скарав там на смерть кількох значних і чиновних гадяцьких осіб, на яких клав був підозру неприязні до себе. А намісника гадяцького Тимоша він послав до полтавського полковника Мартина Пушкаря, упоминаючи йому, щоб загасив свою впертість та гнів і схилився до приязні із ним, Виговським. Пушкар же відповів на те посланцеві Виговського: «Чи не так хоче Виговський погодити мене з собою, як погодив у Гадячому з братами нашими, кращими за нього товаришами Запорозького війська, постинавши їм голови, але не діжде того!» І зараз-таки, забивши того посланця, гадяцького намісника, в кайдани і скинувши на нього деякі вини, а особливо погром біля Подолок донців, учинений завдяки йому, гадяцькому наміснику, виписав усе те в листі і відіслав його в ув'язнення до калантаєвського воєводи. |
Конфлікт між Виговським та Пушкарем переріс у збройне протистояння.

### Перший бій
На двобій з повсталими було відправлено Паволоцький полк на чолі з Богуном та сербських компанійців очолюваних Сербином (близько 1500 найманців). Ці формації мали зустрітися поблизу Полтави і спільними силами виступити на повсталих. Та балканці, чи то недобре знаючи місцевість, чи то заради додаткової наживи та грабунку, вийшли не до Полтави, а до Великих Будищ. Пушкар сповна використав цю помилку негайно кинувши на сербинів частину вояків Барабаша та частину свого городового війська, загалом близько 700 осіб. У наслідок стрімкої атаки, незважаючи на більш ніж подвійну перевагу в силах, гетьманський каральний загін, втративши зо 500 (за іншими даними 300) чоловік убитими, відступив до Миргорода. Побиття сталося 27 січня поблизу Великих Будищ в урочищі Жуків Байрак. Богун взнавши про оказію відступився й повернув військо з Полтавщини.
Миргородський полковник Григорій Лісницький, дізнавшись про результат баталії, з частиною вірних йому сотень відійшов до Лубен. Після його втечі на початку березня полковником полку було обрано Степана Довгаля — одного з чільників повстання, а наказного полковника, залишеного Лісницьким, скинуто з уряду. Взяти Лубни Пушкареві не вдалося і він повернув до Лохвиці, де діяв його спільник Іван Донець. На певний час це місто стало центром опозиційних сил.
Таким чином на початок березня сили всієї східної Полтавщини об'єдналися з Запоріжжям. Ситуацію котра склалася гарно описав Грушевський:

| Страшна загроза вставала перед владущою верствою Гетьманщини і перед українською буржуазією взагалі. Такі епізоди як погром полтавською голотою гадяцьких маєтків Хмельницьких — при чім арештованих нею урядників услужно прийняли до своїх в'язниць пограничні московські воєводи. Кріваві події на Лохвиччині — де вирізано немилосердно, злобно, злорадно родину Боклевських — швагрів Виговського з усім домом, і трупи вкинено на смітник, не давши ховати — підіймали перед очима козацької старшини привиди різні польського панства, тільки тепер об'єктами злоби і завзяття, цієї української черні, ставали вони, недавні учасники і провідники цих повстань. “Православна Русь” — так недавно солідарна в боротьбі з лядською тиранією, виразно поляризувалась на класових признаках, і ті що пускалися класовими стежками польських панів і виявляли їх соціально-економічні претензії, мусили рахуватися з повторенням на їх адресу соціальної революції, котру вони так недавно пережили. |
Тож Мартин Пушкар, зібравши загони та приєднавши до них козаків, які щойно повернулися з походу під Заславль, виступив на гетьманську резиденцію, маючи на меті взяти місто в облогу і арештувати Виговського. В перших числах лютого 1658-го року його війська визволили Гадяч. Однак під Лубнами 5 (15) березня полтавський полковник зустрічає гінця — боярина Б. Хитрово, зі звісткою про затвердження царем обрання гетьманом Виговського та наказує полковнику царським іменем повернутися до Полтави. Пушкар змушений відступити та пообіцяти «своевольное військо роспустить» та порозумітися з гетьманом.

### Переяславська рада
На початку лютого 1658-го року в Переяславі була скликана представницька рада, яка мала підтвердити легітимність гетьманства І.Виговського, котрий прибув з супроводом 7 (17) лютого. З полковників були присутні: миргородський Лісницький, переяславський Іван Колюбака, Филон Джалалій, іркліївський Матяш Папкевич, чернігівський Силич, ніжинський Гуляницький, київський наказний Дворецький, білоцерківський Люторенко, канівський Іван Стародуб, уманський Ханенко, паволоцький Суличич.
Незважаючи на запрошення, у тому числі й від царського представника Б.Хитрово, М. Пушкар на раду не приїхав, не вірячи обіцянкам безпеки і висловлюючи згоду прибути на раду лише з військом. Натомість вислав 8 (18) лютого посольство до Москви, поясняючи причини, з яких не може взяти участі в раді та обсипаючи Виговського і його партнерів обвинуваченнями в зраді, насильствах і т. д. На раді Виговський отримує царську грамоту на гетьманство та підписує ряд додаткових домовленостей з Московією. Датою цієї другої переяславської «угоди» умовно можна вважати 15 (25) лютого.

### Сутички та вирішальний двобій
Таким чином, завдяки царю, Виговський отримав час для збору необхідного для походу війська. 25 березня він скликав у Чигирині старшинську раду, на якій проголосив про союз з Кримським ханатом. Згідно з договором на допомогу І. Виговському хан послав значні сили, які, за різними даними, налічували від 15 до 40 тисяч чоловік на чолі з Карач-беєм. Мобілізувавши вірні козацькі полки, Виговський вирушив з Чигирина 4 травня і через два дні переправився через Дніпро. З ним у похід пішли полковники: переяславський, іркліївський, черкаський, київський та уманський — але не усіми полками. Ніжинський і Прилуцький полки у цей час впокорювали Лубни та Миргород, в котрому було заарештовано Довгаля та поновлено наказним Козла.
6 травня об'єднані сили гетьмана і татар переправились через Дніпро поблизу Кременчука і вирушили на Полтаву. Пушкар, рушивши назустріч супротивнику, зупиняється під Говтвою в очікуванні на запорожців. 9 травня відбуваються перші сутички повсталих з татарами під Броварками:
| «попереднього дня татари набігли на містечко Броварки, знищили його до щенту: вбили з десяток, а забрали в полон з 50, церкву зруйнували, ікони обдерли, книги порубалии». |
18 травня відбувся бій біля Опішні. 20 травня війська гетьмана стали табором на Полуозері, в 10 верстах від Полтави. Перед 27 травня гетьман пересуває війська ближче до Полтави, підпалює Жуки та передмістя.
У 20-х числах травня гетьман, залишивши під Соколячим Байраком орду, із усім військом рушив під Полтаву, а перейшовши за Жуківським Байраком долину Полузор'є і лишивши на ній два полки найманої німецької піхоти Хмельницького, рушив на місто. Півтора тижня
його війська штурмували місцеві вали. Генеральний бій розпочався в ніч із 30 на 31 травня відколи М. Пушкар вирішує не вичікувати облогу, вивів своє військо з-за мурів та навальною атакою захопив табір супротивників разом із артилерією. Під час цієї атаки окрім обозу на користь повстанців також було вилучено майно бояр з Путивля котрі перебували при Виговському.
В ході подальшої битви табір гетьмана кілька разів переходив із рук в руки. Виговський підтягнув до табору решту свого козацтва та послав за німцями та Ордою, яких доти тримав у резерві, котрі зі свіжими силами вступили до бою. Пушкар кинув проти німців дейнеків — озброєних кийками та косами. Барабаш, зрозумівши що сили гетьмана переважають і повстанню от-от настане кінець, залишив табір свого спільника. Пушкар загинув. Гуляницький по бою доповідав про 15 тисяч вбитих пушкарівців. Загалом у цій війні загинуло близько 50 тис. чоловік.
2 червня гетьман з військом без супротиву увійшов до Полтави «значно повітав її вогнем і мечем, останок її зберіг цілим». Виговський прожив у Полтаві від першого по четверте червня і покинув її в п'ятницю. Околиці міста були пограбовані татарами Карач-бея, однак після того, як татари зібрали захоплених невільників і збирались уже вести ясир до Криму, «військо Виговського підняло за це на Виговського крик… і він позволив їм відібрати у татар той ясир». Згідно іншої версії полтавці згодилися на безборонну здачу за умов власної безпеки та недоторканності міста, проте татари й частина правобережних козаків того не дотримали, творячи розбій та беручи населення в ясир, що Виговський мусив припиняти та виправляти особисто.

Пам'ятник загиблим

#### Доля очільників повстання
Після бою Полтавський полк фактично позбувся усіх своїх найзначніших старшин. Івана Донця та полкового писаря Семена Ляха заарештували і за поданням Виговського тримали в Білгородській в'язниці. Окремим пушкарівцям, зокрема Івану Іскрі, вдалося уникнути лихої долі та на певний час затаїтися. Невдовзі, по зміні зовнішньополітичного курсу Виговським, їхнє бажання помститися використала у своїх інтересах Московія.
Барабаш, покинувши поле битви, відступав на Запорожжя, але був перехоплений вояками Григорія Ромодановського. У серпні 1658 на прохання гетьмана й по царському указу зв'язаного кошового доставили до Виговського де його було страчено..
Повстання було ліквідоване, наказним полковником Полтавського полку було призначено Філона Гаркушу. Проте на посаді він протримався недовго незабаром поступившись сину загиблого Мартина Кирилові Пушкарю.

## Рекомендована література
- Енциклопедія українознавства : Словникова частина : [в 11 т.] / Наукове товариство імені Шевченка ; гол. ред. проф., д-р Володимир Кубійович. — Париж — Нью-Йорк : Молоде життя, 1955—1995. — ISBN 5-7707-4049-3.
- Борисенко В. «Занепад Української держави за гетьманування Івана Виговського» / «Пам'ять століть». — 1999. — № 5. — С. 3-18
- М. Грушевський. Історія України-Руси. Том X. Розділ II.
- Мокляк В. з «Гадяцька унія 1658 року: контроверсії минулого і сучасність: Збірник статей за матеріалами Міжнародної наукової конференції»/Політична обстановка на Полтавщині перед укладанням Гадяцької унії: повстання Мартина Пушкаря — 2009 — стр.113-119.
- Костомаров М. І. «Наступники Богдана Хмельницького» // «Наука і суспільство». — 1990. — № 4. — С. 52-54
- Н.Кочерга, В.Ревегук «Антигетьманське повстання Мартина Пушкаря і Якова Барабаша: хід і наслідки»
- Кривошея В. В. Козацька еліта Гетьманщини. — К. : ІПіЕНД імені І.Ф.Кураса НАН України, 2008. — 452 с. — ISBN 978-966-02-4850. Архівовано з джерела 27 вересня 2011
- І. З. Підкова, Р. М. Шуст. «Довідник з історії України». У 3-х т.
- «Історія України», Полонська-Василенко Наталія: Том 2.
- Смолій В., Степанков В. «Українська національна революція XVII ст. (1648—1676 рр.)»// Громадянська війна 1658—1663 рр. Її політичні та соціально-економічні наслідки — 2009 — ст.309-325.
- Яковлева Т. Гетьманщина в другій половині 50-х років XVII століття: причини і початок Руїни. — К. : «Основи», 1998. — 447 с. — ISBN 966-500-041-1.